# Gallodoro

Ubicació de Gallodoro dins la província

Gallodoro (sicilià Jaddudoru) és un municipi italià, dins de la ciutat metropolitana de Messina. L'any 2008 tenia 382 habitants. Limita amb els municipis de Forza d'Agrò, Letojanni i Mongiuffi Melia.

## Administració
| Període | Identitat          | Partit        |
| ------- | ------------------ | ------------- |
| 2008-   | Domenico Lo Monaco | Llista cívica |